# Grote Prijs Raf Jonckheere 2011
De 61e editie van de Belgische wielerwedstrijd Grote Prijs Raf Jonckheere werd verreden op 26 juli 2011. De start en finish vonden plaats in Westrozebeke. De winnaar was Preben Van Hecke, gevolgd door Sep Vanmarcke en Mark McNally.

## Uitslag
| Grote Prijs Raf Jonckheere 2011 |                  |                              |        |
| Plaats                          | Naam             | Ploeg                        | Tijd   |
| Winnaar                         | Preben Van Hecke | Topsport Vlaanderen-Mercator | 3u 30' |
| 2                               | Sep Vanmarcke    | Team Garmin-Cervélo          | z.t.   |
| 3                               | Mark McNally     | An Post-Sean Kelly           | z.t.   |
| 4                               | Kim Borry        | Soenens-Construkt Glas       | 8"     |
| 5                               | Hamish Haynes    | Colba-Mercury                | 16"    |
| 6                               | Benjamin Gourgue | Landbouwkrediet              | 31"    |
| 7                               | Jérôme Baugnies  | Topsport Vlaanderen-Mercator | z.t.   |
| 8                               | Dries Depoorter  | Ovyta-PWS Eijssen-Acrog      | z.t.   |
| 9                               | Russell Hampton  | Sigmasport Specialized       | z.t.   |
| 10                              | Sam Bewley       | Team RadioShack              | z.t.   |

1951 · 1952 · 1953 · 1954 · 1955 · 1956 · 1957 · 1958 · 1959 · 1960 · 1961 · 1962 · 1963 · 1964 · 1965 · 1966 · 1967 · 1968 · 1969 · 1970 · 1971 · 1972 · 1973 · 1974 · 1975 · 1976 · 1977 · 1978 · 1979 · 1980 · 1981 · 1982 · 1983 · 1984 · 1985 · 1986 · 1987 · 1988 · 1989 · 1990 · 1991 · 1992 · 1993 · 1994 · 1995 · 1996 · 1997 · 1998 · 1999 · 2000 · 2001 · 2002 · 2003 · 2004 · 2005 · 2006 · 2007 · 2008 · 2009 · 2010 · 2011 · 2012 · 2013 · 2014 · 2015 · 2016 · 2017 · 2018 · 2019 · 2020 · 2021 · 2022